# La Part de l'autre (téléfilm)

La Part de l'autre est un téléfilm français de Jeanne Labrune produit par TF1 et diffusé en 1987. Il a été présenté au Festival de Cannes 1985 dans la section Perspectives du cinéma français.

## Synopsis
Deux jumeaux, Romain et Pierre tombent amoureux de la même femme, Hélène...

## Fiche technique
- Réalisation : Jeanne Labrune
- Scénario : Jeanne Labrune
- Musique : Anne-Marie Fijal
- Durée : 85 minutes
- Format : Couleurs
- Date de diffusion : le diffusé le 24 juillet 1987 sur TF1

## Distribution
- Christine Boisson : Hélène
- Laurent Malet : Romain
- Pierre Malet : Pierre
- Jean-Bernard Guillard : Franck
- Maïté Nahyr : Thérèse
- Jean-Luc Porraz : Armand
- Armelle Desclaux-Cassagne : Nelly
- Thibault Canton-Lamousse : Pierrot

## Récompenses
- Prix spécial du jury au Festival du film Français de Florence
- Prix de l'inédit de la SACD[2]